# Shun’ichirō Zaitsu
Shun’ichirō Zaitsu (japanisch 財津 俊一郎 Zaitsu Shun’ichirō; * 23. Januar 1987 in der Präfektur Fukuoka) ist ein ehemaliger japanischer Fußballspieler.

## Karriere
Zaitsu erlernte das Fußballspielen in der Schulmannschaft der Tokai University Daigo High School. Seinen ersten Vertrag unterschrieb er 2005 bei Shimizu S-Pulse. Der Verein spielte in der höchsten Liga des Landes, der J1 League. Für den Verein absolvierte er vier Erstligaspiele. 2007 wechselte er zum Zweitligisten Shonan Bellmare. Für den Verein absolvierte er acht Ligaspiele. Danach spielte er bei FC Ganju Iwate. Ende 2009 beendete er seine Karriere als Fußballspieler.

## Erfolge
Shimizu S-Pulse
- Kaiserpokal

Finalist: 2005